# ريجينا سيلفيرا
ريجينا سيلفيرا (بالبرتغالية: Regina Silveira‏) هي نقاشة ورسامة وبروفيسورة ورسامة توضيحية برازيلية، ولدت في 18 يناير 1939 في بورتو أليغري في البرازيل.

## وصلات خارجية
- الموقع الرسمي